# Єста Кнутсон
Єста Кнутсон (нар. 12 жовтня 1908, Стокгольм, Швеція — пом. 4 квітня 1973, Уппсала, Швеція) — шведський дитячий письменник, автор серії книг про Пелле Безхвостого. Справжнє ім‘я — Єста Ларс Август Югансон. 

## Біографія
Народився у родині стокгольмського купця, у дитинстві захоплювався грою на піаніно, читанням, видавав «Родинну газету», що виходила у трьох спецвипусках (для матері, сестер та хатньої робітниці). Після закінчення школи переїхав до Уппсали, де закінчив філософський факультет.
У 1936–1938 роках був головою Студентського союзу Уппсали, упродовж 1940–1942 років редагував газету цієї організації «Ерго». Водночас 1936 року влаштувався до редакції Шведського національного радіо в Уппсалі, де пропрацював до 1969. Присвятивши себе радіожурналістиці, вів музичні, розважальні, освітні й дитячі програми.

## Творчість
У 1937 році розпочав цикл радіопередач для дітей «Оповідки дядька Єсти», під час яких звучали історії про пригоди доброго й довірливого кота Пелле Безхвостого. 1939 року вийшла друком перша книжка «Пригоди Пелле Безхвостого». Загалом було написано 12 книжок серії. Окрім пригод Пелле, автор написав ще кілька книжок про тварин, зокрема про ведмедика Налле Люфса та його друзів.
Перекладав дитячі книжки, зокрема зробив перший переклад шведською «Аліси у дивокраї» Люїса Керрола.
Написав цікаві мемуари та нариси про життя й історію Уппсали.
У 1940-х роках входив до журі шведського національного літературного конкурсу для молодих дитячих письменників, зокрема сприяв успіху дебюту Астрід Ліндґрен.

## Вшанування
На честь Єсти Кнутсона було названо астероїд № 8534, а всі частини рельєфу цього космічного тіла носять імена героїв творів письменника.
1995 року в Уппсалі вийшло дослідження «Письменник, музикант, радіожурналіст Єста Кнутсон» Ларша-Оке Скагегорда.

## Переклади
Українською мовою пригоди Пелле Безхвостого переклала Галина Кирпа. Також книги Кнутсона перекладені фінською, данською, норвезькою, німецькою, латвійською та польською мовами.